# Санта-Крус-Хохокотлан

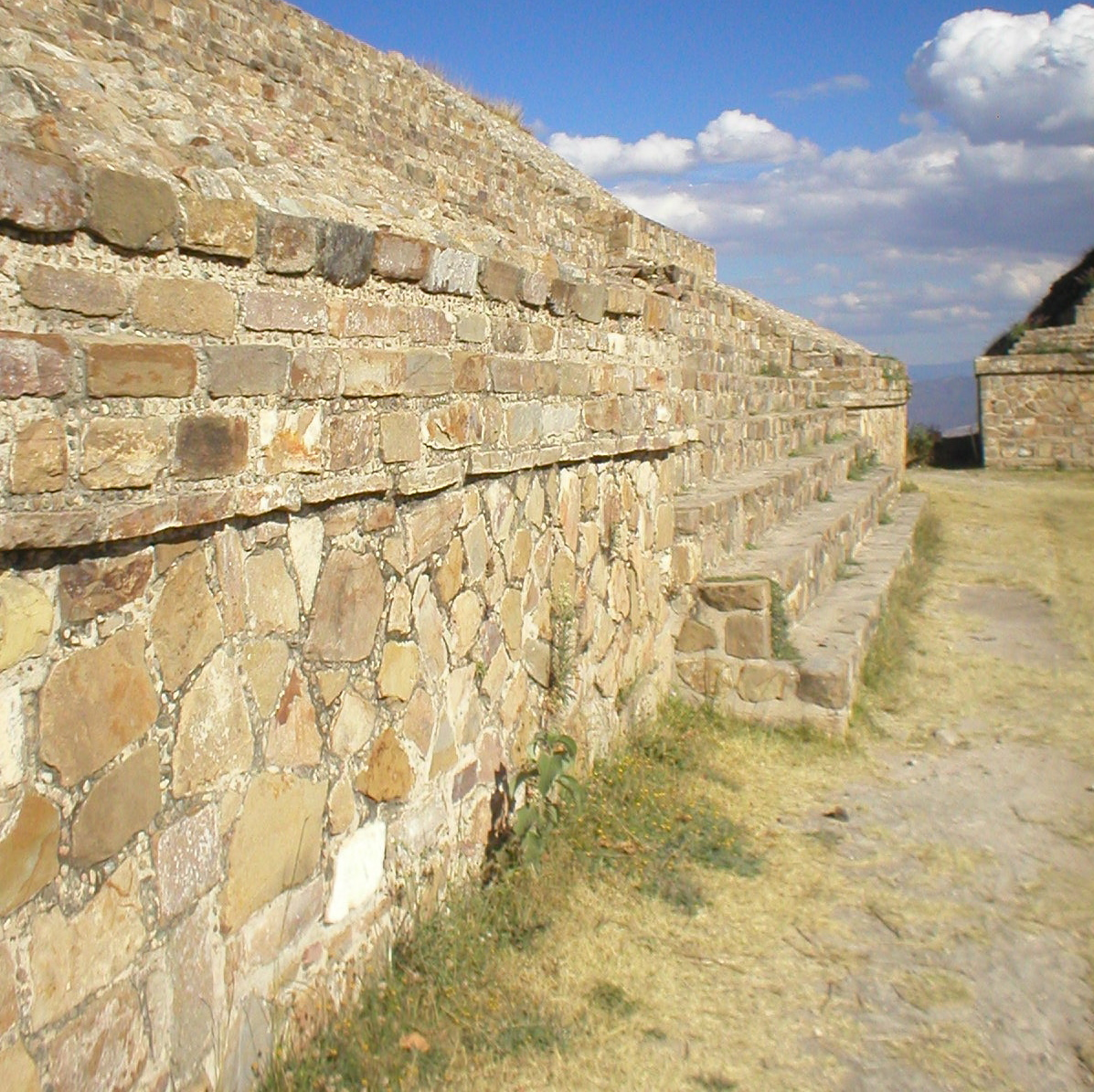
Санта-Крус-Хохокотлан

Санта-Крус-Хохокотлан (исп. Santa Cruz Xoxocotlán)  —   город и муниципалитет в Мексике, входит в штат Оахака. Население — 65 873 человека (на 2005 год).